# Godnoret
Godnoret är en sjö i Örnsköldsviks kommun i Ångermanland och ingår i Husåns huvudavrinningsområde. Sjön har en area på 0,111 kvadratkilometer och ligger 243,3 meter över havet. Sjön avvattnas av vattendraget Husån.

## Delavrinningsområde
Godnoret ingår i det delavrinningsområde (707938-163843) som SMHI kallar för Utloppet av Godnoret. Medelhöjden är 325 meter över havet och ytan är 3,73 kvadratkilometer. Räknas de 2 avrinningsområdena uppströms in blir den ackumulerade arean 13,42 kvadratkilometer. Avrinningsområdets utflöde Husån mynnar i havet. Avrinningsområdet består mestadels av skog (88 procent). Avrinningsområdet har 0,11 kvadratkilometer vattenytor vilket ger det en sjöprocent på 2,9 procent.